# Réveillon (Orne)
Pour les articles homonymes, voir Réveillon.
Réveillon est une commune française, située dans le département de l'Orne en région Normandie, peuplée de 356 habitants.

## Géographie
La commune est à l'ouest du Perche. Son bourg est à 6 km au sud de Mortagne-au-Perche, à 13 km au nord de Bellême, à 14 km à l'est de Pervenchères et à 18 km à l'ouest de Rémalard.
| Saint-Langis-lès-Mortagne                         | Mortagne-au-Perche | Loisail  |
| Saint-Langis-lès-Mortagne, Saint-Denis-sur-Huisne | Réveillon          | Courgeon |
| Saint-Denis-sur-Huisne                            | Le Pin-la-Garenne  | Comblot  |

### Hydrographie
La commune est située dans le bassin Loire-Bretagne. Elle est drainée par un bras de l'huisne, l'Huisne et le ruisseau de Prulay,,.
L'Huisne, d'une longueur de 165 km, prend sa source dans la commune de Belforêt-en-Perche et se jette  dans la Sarthe à Mans, après avoir traversé 36 communes. Les caractéristiques hydrologiques de l'Huisne sont données par la station hydrologique située sur la commune de Réveillon. Le débit moyen mensuel est de 0,535 m3/s. Le débit moyen journalier maximum est de 11,6 m3/s, atteint lors de la crue du 12 juin 2018. Le débit instantané maximal est quant à lui de 19,6 m3/s, atteint le même jour.

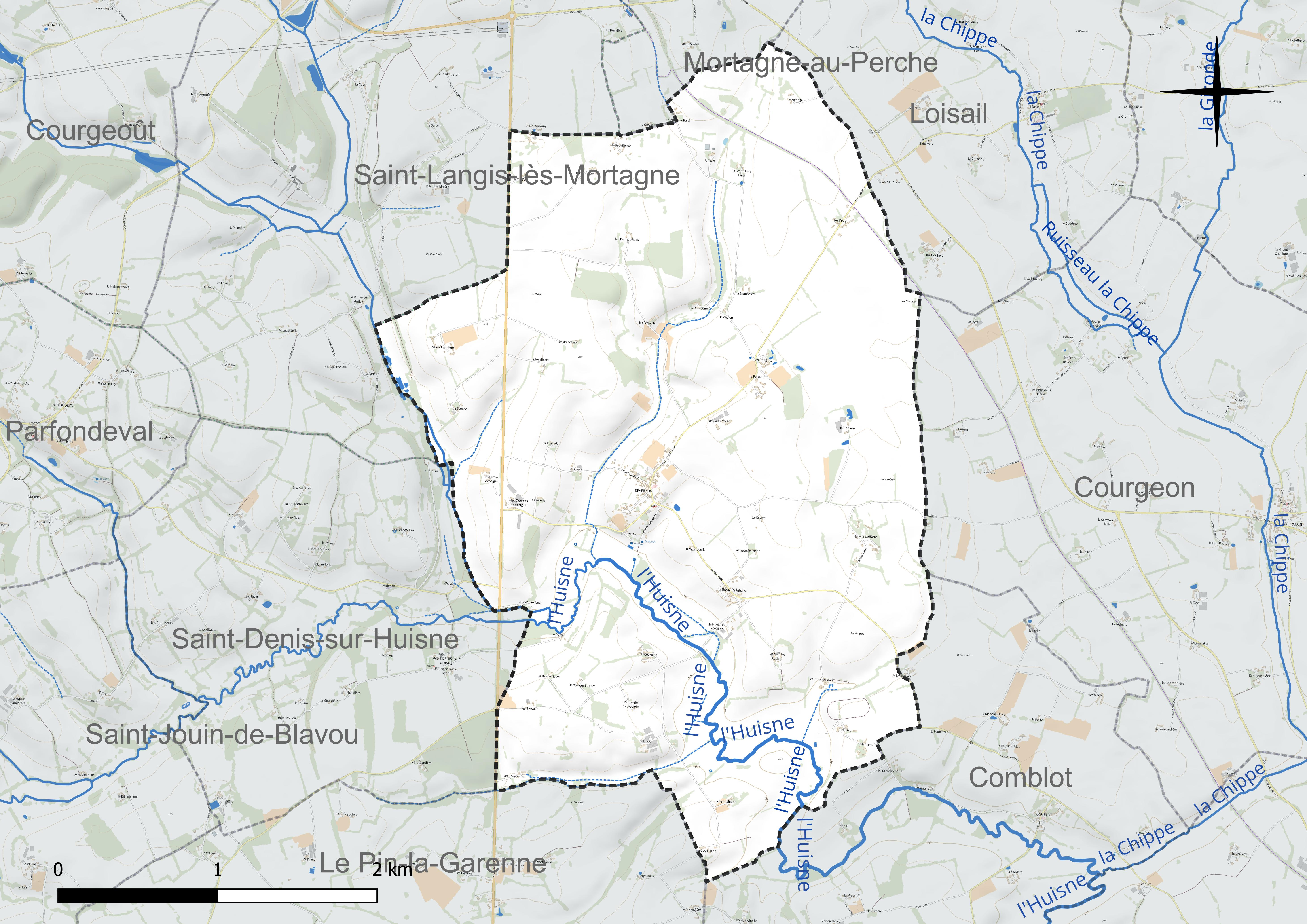
Réseau hydrographique de Réveillon.

### Climat
Pour des articles plus généraux, voir Climat de la Normandie et Climat de l'Orne.
En 2010, le climat de la commune est de type climat océanique dégradé des plaines du Centre et du Nord, selon une étude du CNRS s'appuyant sur une série de données couvrant la période 1971-2000. En 2020, Météo-France publie une typologie des climats de la France métropolitaine dans laquelle la commune est exposée à un climat océanique altéré et est dans la région climatique Normandie (Cotentin, Orne), caractérisée par une pluviométrie relativement élevée (850 mm/a) et un été frais (15,5 °C) et venté. Parallèlement le GIEC normand, un groupe régional d’experts sur le climat, différencie quant à lui, dans une étude de 2020, trois grands types de climats pour la région Normandie, nuancés à une échelle plus fine par les facteurs géographiques locaux. La commune est, selon ce zonage, exposée à un « climat contrasté des collines », correspondant au Pays d'Ouche et au Perche et bénéficiant d’un caractère continental affirmé avec des précipitations atténuées et des amplitudes thermiques fortes.
Pour la période 1971-2000, la température annuelle moyenne est de 10,6 °C, avec une amplitude thermique annuelle de 14 °C. Le cumul annuel moyen de précipitations est de 761 mm, avec 12,2 jours de précipitations en janvier et 8 jours en juillet. Pour la période 1991-2020, la température moyenne annuelle observée sur la station météorologique la plus proche, située sur la commune de Mortagne-au-Perche à 5 km à vol d'oiseau, est de 11,5 °C et le cumul annuel moyen de précipitations est de 802,0 mm,. Pour l'avenir, les paramètres climatiques de la commune estimés pour 2050 selon différents scénarios d’émission de gaz à effet de serre sont consultables sur un site dédié publié par Météo-France en novembre 2022.

## Urbanisme

### Typologie
Au 1er janvier 2024, Réveillon est catégorisée commune rurale à habitat dispersé, selon la nouvelle grille communale de densité à sept niveaux définie par l'Insee en 2022.
Elle est située hors unité urbaine. Par ailleurs la commune fait partie de l'aire d'attraction de Mortagne-au-Perche, dont elle est une commune de la couronne,. Cette aire, qui regroupe 25 communes, est catégorisée dans les aires de moins de 50 000 habitants,.

### Occupation des sols
L'occupation des sols de la commune, telle qu'elle ressort de la base de données européenne d’occupation biophysique des sols Corine Land Cover (CLC), est marquée par l'importance des territoires agricoles (100 % en 2018), une proportion identique à celle de 1990 (100 %). La répartition détaillée en 2018 est la suivante : 
terres arables (68,3 %), prairies (29,4 %), zones agricoles hétérogènes (2,3 %). L'évolution de l’occupation des sols de la commune et de ses infrastructures peut être observée sur les différentes représentations cartographiques du territoire : la carte de Cassini (XVIIIe siècle), la carte d'état-major (1820-1866) et les cartes ou photos aériennes de l'IGN pour la période actuelle (1950 à aujourd'hui).

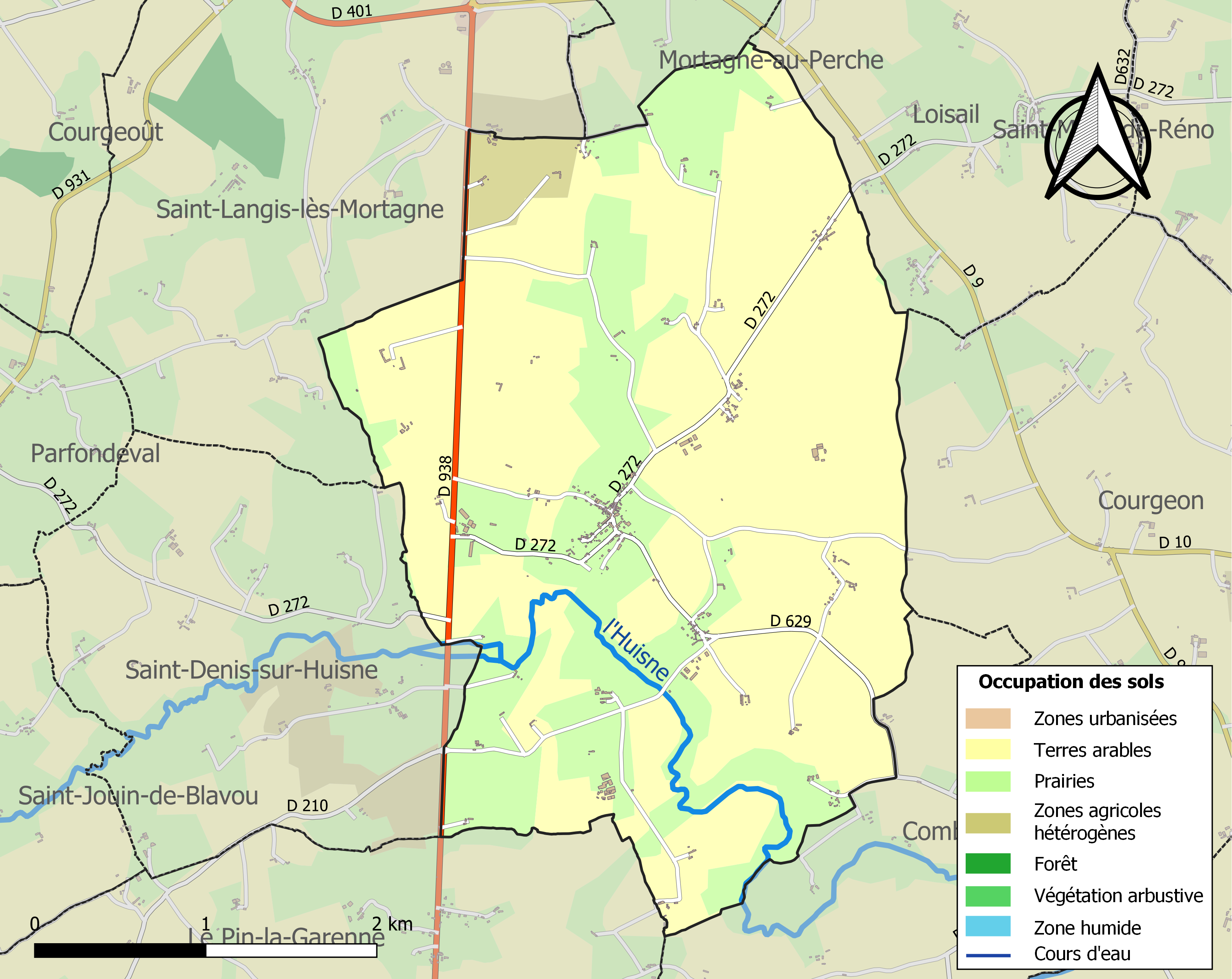
Carte des infrastructures et de l'occupation des sols de la commune en 2018 (CLC).

## Toponymie
Le toponyme serait issu du bas latin à valeur diminutive ripellio, du latin rivus, « ruisseau », d'où « tout petit ruisseau ».
Le gentilé est Réveillonnais.

## Politique et administration
| Période   | Période   | Identité          | Étiquette | Qualité             |
| --------- | --------- | ----------------- | --------- | ------------------- |
| ?         | mars 2001 | Roland Lecamus    |           |                     |
| mars 2001 | mars 2014 | Michel Lesueur    | SE        | Agriculteur         |
| mars 2014 | En cours  | Jean-Claude Mauny | SE        | Pharmacien retraité |

Le conseil municipal est composé de onze membres dont le maire et trois adjoints.

## Démographie
L'évolution du nombre d'habitants est connue à travers les recensements de la population effectués dans la commune depuis 1793. Pour les communes de moins de 10 000 habitants, une enquête de recensement portant sur toute la population est réalisée tous les cinq ans, les populations de référence des années intermédiaires étant quant à elles estimées par interpolation ou extrapolation. Pour la commune, le premier recensement exhaustif entrant dans le cadre du nouveau dispositif a été réalisé en 2007.
En 2022, la commune comptait 356 habitants, en évolution de −3,26 % par rapport à 2016 (Orne : −3,21 %, France hors Mayotte : +2,11 %).
Réveillon a compté jusqu'à 942 habitants en 1836.
| 1793 | 1800 | 1806 | 1821 | 1836 | 1841 | 1846 | 1851 | 1856 |
| ---- | ---- | ---- | ---- | ---- | ---- | ---- | ---- | ---- |
| 857  | 916  | 889  | 842  | 942  | 938  | 898  | 862  | 849  |

| 1861 | 1866 | 1872 | 1876 | 1881 | 1886 | 1891 | 1896 | 1901 |
| ---- | ---- | ---- | ---- | ---- | ---- | ---- | ---- | ---- |
| 791  | 786  | 783  | 767  | 775  | 744  | 655  | 582  | 504  |

| 1906 | 1911 | 1921 | 1926 | 1931 | 1936 | 1946 | 1954 | 1962 |
| ---- | ---- | ---- | ---- | ---- | ---- | ---- | ---- | ---- |
| 479  | 458  | 451  | 448  | 409  | 385  | 406  | 353  | 363  |

| 1968 | 1975 | 1982 | 1990 | 1999 | 2006 | 2007 | 2012 | 2017 |
| ---- | ---- | ---- | ---- | ---- | ---- | ---- | ---- | ---- |
| 402  | 381  | 341  | 349  | 288  | 345  | 353  | 359  | 374  |

| 2022 | - | - | - | - | - | - | - | - |
| ---- | - | - | - | - | - | - | - | - |
| 356  | - | - | - | - | - | - | - | - |

## Lieux et monuments

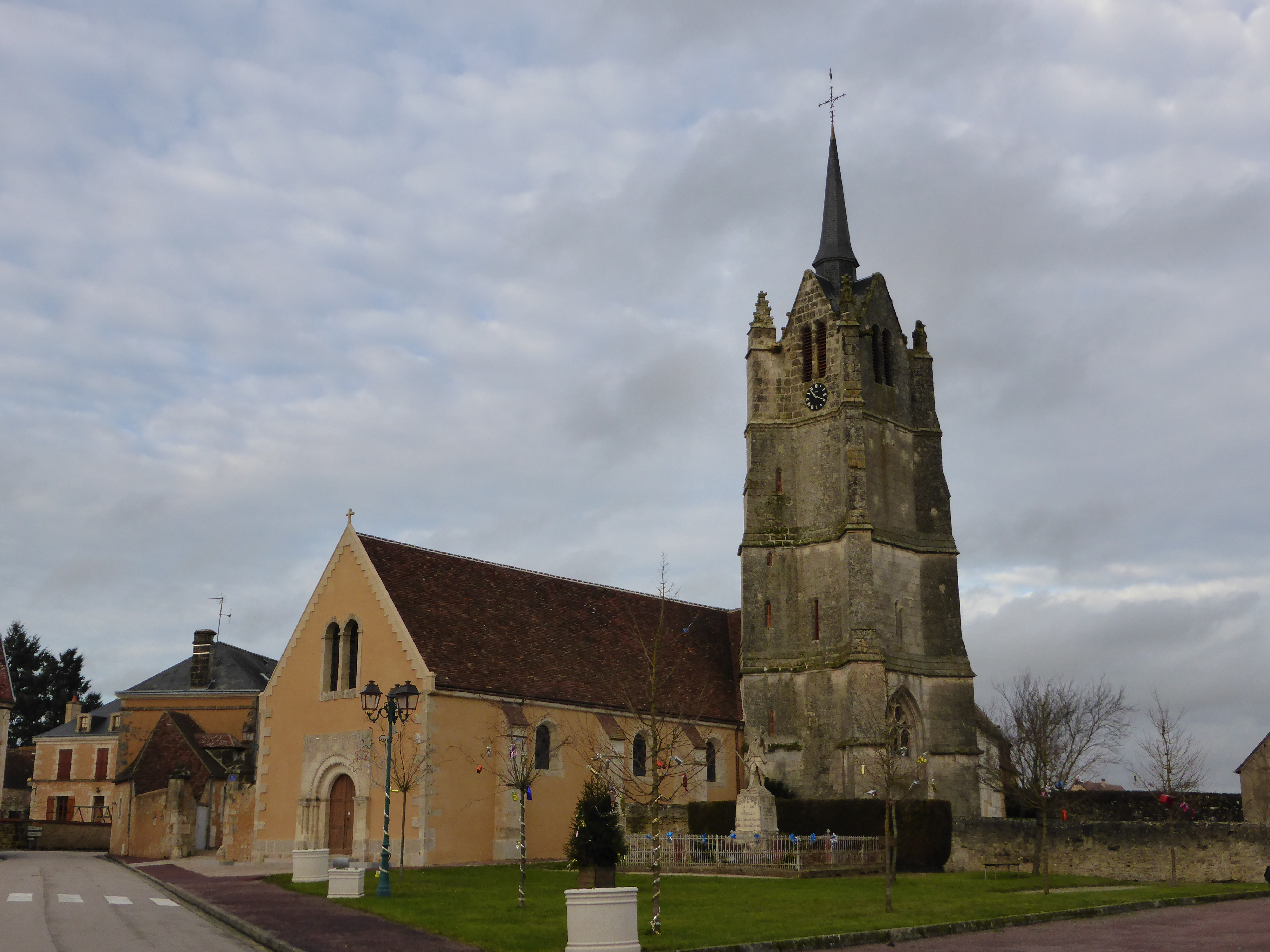
L'église Saint-Martin.

Il existait un château à Réveillon au centre du village qui est visible sur de vieilles cartes postales. Le château primitif fut bâti au XIIe siècle, idéalement placé sur la route entre Mortagne et Bellême afin de surveiller la vallée de l'Huisne. Il fut remanié et reconstruit au XVIIIe siècle par René de Rouër, chevalier et marquis de Villeray. Ce château fut presque entièrement détruit dans les années 1960. Il ne subsiste qu'une partie de l'aile nord. Une partie des éléments détruits a été réutilisée dans plusieurs propriétés du centre-ville de Mortagne-au-Perche.
L'église fut construite à différentes époques, il reste quelques éléments romans. Le clocher habillé d'ardoise est typique des églises du Perche. Elle est consacrée à saint Martin mais on y trouve aussi la statue de saint Denis et de saint Roch. L'élément le plus curieux de l'édifice est sans doute sa cloche fondue en pleine Révolution au moment où au contraire on récupérait le bronze des cloches pour faire des canons. Elle semble avoir été consacrée par le curé de l'époque, Pierre Cyr Lemaire, prêtre jureur et donc fidèle à la Révolution. L'intérieur de l'église est d'une simplicité calme et reposante. Un beau retable du XVIIe siècle.
Le manoir des Rosiers, bâtisse du XVIe siècle, est inscrit aux Monuments historiques.

## Personnalités liées à la commune
- Robert Boulay, ancêtre d'Isabelle Boulay, émigré au Canada, fut baptisé en l'église Saint-Martin de Réveillon[29].
- Bob Tinker, trompettiste britannique, installé à Réveillon, a animé pendant près de 20 ans Le Réveillon Jazz Café devenu une institution dans le Perche[30].

## Héraldique
| Blason de Réveillon | Blason  | D'argent à la bande ondée d'azur chargée d'une épée versée d'or surmontée d'une étoile du même à plomb, le tout accompagné d'une ancre de sable en chef et d'une feuille d'érable de gueules en pointe. |
| Blason de Réveillon | Détails | Armoiries adoptées par la commune le 18 janvier 2011. |